# Parashkol
Parashkol é uma vila no distrito de Barddhaman, no estado indiano de Bengala Ocidental.

## Demografia
Segundo o censo de 2001, Parashkol tinha uma população de 10 989 habitantes. Os indivíduos do sexo masculino constituem 56% da população e os do sexo feminino 44%. Parashkol tem uma taxa de literacia de 57%, inferior à média nacional de 59,5%: a literacia no sexo masculino é de 68% e no sexo feminino é de 44%. Em Parashkol, 14% da população está abaixo dos 6 anos de idade.